# Tôn Thất Soạn
Tôn Thất Soạn (sinh ngày 2 tháng 6 năm 1933) là sĩ quan Quân lực Việt Nam Cộng hòa, cấp bậc Đại tá. Ông từng chiến đấu trong Binh chủng Thủy quân lục chiến từ cấp Trung đội trưởng cho đến cấp Lữ đoàn trưởng và sau cùng là Tỉnh trưởng kiêm Tiểu khu trưởng Hậu Nghĩa. 

## Tiểu sử

### Thân thế
Tôn Thất Soạn chào đời ngày 2 tháng 6 năm 1933 ở Đà Lạt, Trung Kỳ, Liên bang Đông Dương, vì phụ thân từng là quan chức triều Nguyễn làm việc ở đó. Ông chính là hậu duệ của Chúa Nguyễn Phúc Chu và thuộc chi thứ mười hai đời thứ bảy họ Tôn Thất nhà Nguyễn. Tuy quê quán tại Đà Lạt nhưng khi lớn lên thì ông lại về Huế theo học Trường Trung học Khải Định từ năm 1947 đến năm 1953. Ngày 15 tháng 11 năm 1953, ông nhận lệnh động viên và theo học lớp sĩ quan khóa 4 "Cương Quyết" Trường Võ bị Thủ Đức.

### Binh nghiệp
Ông phục vụ Quân lực Việt Nam Cộng hòa với chức vụ Chiến đoàn trưởng Thủy quân lục chiến. Chiến đoàn B của ông đã lập rất nhiều chiến công từ năm 1965 đến năm 1970 trải qua các trận đánh như trận Ba Gia tại Quảng Ngãi, trận An Lão ở Bồng Sơn, trận Giáo Ðức ở Ðịnh Tường, trận Khiêm Hanh và Bời Lời ở Tây Ninh cùng nhiều trận khác nữa. Ông là một trong hai vị Chiến đoàn trưởng  đầu tiên của Lữ đoàn Thủy quân lục chiến ngày 9 tháng 5 năm 1966 tham dự những cuộc hành quân lịch sử tại Vùng 2 Chiến thuật và đặc biệt trong trận Tết Mậu Thân năm 1968 ở thủ đô Sài Gòn.
Trong cuộc hành quân vượt biên sang Campuchia vào tháng 5 năm 1970, ông là Lữ đoàn trưởng Lữ đoàn 258 Thủy quân lục chiến kiêm Tư lệnh phó Lực lượng Ðặc nhiệm Thủy bộ, ông được thăng cấp Ðại tá thực thụ tại chiến trường Prey Veng. Sau cuộc hành quân Campuchia, ông về Ðà Lạt đi học lớp Chỉ huy Tham mưu, sau khi mãn khóa, ông được giao trọng trách chức vụ Tổng Thanh tra Sư đoàn Thủy quân lục chiến. 
Khi cuộc hành quân Lam Sơn 719 Hạ Lào bắt đầu ở Giai đoạn I thì ông lại được đề cử làm Chỉ huy phó kiêm Tham mưu trưởng Bộ Tư lệnh Sư đoàn Thủy quân lục chiến. Vào cuối Giai đoạn I, Ông rời chiến trường để trở về nhiệm vụ chính là Tổng Thanh tra Sư đoàn Thủy quân lục chiến. Sau đó, ông nhận lời Trung tướng Phạm Quốc Thuần về giữ chức Tỉnh trưởng kiêm Tiểu khu trưởng Hậu Nghĩa từ cuối năm 1973 cho tới cuối tháng 4 năm 1975.
Do tình hình an ninh trật tự trên địa bàn tỉnh Hậu Nghĩa rất bất ổn vì sự hiện diện đông đảo của lực lượng Quân Giải phóng miền Nam Việt Nam nên mới có tình trạng là ban ngày, các xã ấp thuộc quyền kiểm soát của Việt Nam Cộng hòa, rồi đêm về lại thuộc Mặt trận Dân tộc Giải phóng miền Nam Việt Nam. Trong thời gian làm Tỉnh trưởng kiêm Tiểu khu trưởng Hậu Nghĩa, ông đã đồng ý kế hoạch của Quận trưởng kiêm Chi khu trưởng Bùi Văn Ngô là cho phân tán tiểu đoàn tới cấp trung đội, rồi đến tối mới đưa các sĩ quan tham mưu chi khu xuống ngủ chung với các viên chức xã ấp hòng cải thiện an ninh trong vùng. Kế hoạch này đã tỏ ra thành công mỹ mãn khiến Tư lệnh Quân đoàn 3 Nguyễn Văn Toàn chấp thuận cho triển khai trên toàn quốc và gọi đây là Phân chi khu.

### Cuối đời
Sau biến cố 30 tháng 4 năm 1975, Tôn Thất Soạn bị chính quyền cộng sản bắt giam và tống vào trại cải tạo lao động khổ sai trong suốt 13 năm mãi cho tới năm 1988 mới được trả tự do. Năm 1992, ông cùng gia đình qua Mỹ định cư tại tiểu bang Iowa theo diện HO. 

## Đời tư
Tôn Thất Soạn có bằng Cử nhân. Bản thân ông là người theo đạo Công giáo và có một cô con gái.

## Vinh danh
- Đệ Tam Đẳng Bảo Quốc Huân Chương[2]
- Đệ Nhị Đẳng Chương Mỹ Bội Tinh[2]